# Туристичка организација Пожега
| Туристичка организација Пожега |                                                                 |
|                                |                                                                 |
| Оснивач:                       | Општина Пожега                                                  |
| Основана:                      | 1997.                                                           |
| Седиште:                       | Трг Слободе 3 · Пожега Србија                                   |
| Директор:                      | Данијела Милосављевић                                           |
| Веб презентација               | https://web.archive.org/web/20171219111434/http://topoz.org.rs/ |

Туристичка организација Пожега основана је Одлуком општине Пожега, 30. априла 1997. године, као јавна служба, ради вршења послова унапређења и промоције туризма на територији Општине Пожега, кроз подстицање, координирање и организацију културних, уметничких, привредних, спортских и других манифестација. Седиште Туристичке организације је у Пожеги, Трг Слободе 3.

## Циљеви развоја туристичке дестинације Пожега
Најважнији стратешки циљеви за развој туризма у Пожеги су:
- Промовисање подручја Пожеге као атрактивних туристичких дестинација за циљане видове туризма. Стратешки циљеви су од кључне важности за остварење визије развоја туристичке дестинације.
- Развоја и промоција посебних догађаја и манифестација намењених туристима и свима који посећују Пожегу.
- Подржавање и промоција посебних догађаја и манифестација намењених туристима на дестинацији.
- Заједнички рад са свим заинтересованим органима, организацијама и субјектима чија активност помаже унапређењу и промоцији на територији општине Пожега.

## Визија развоја туристичке дестинације Пожега
Постизање заједничке визије развоја одређене туристичке дестинације је процес у који је потребно укључити различите интересне групе..
Пожега треба да постане:
- Мали град, лако доступан на туристичком тржишту.
- Идеално место за полазну тачку истраживања Србије или осталих регионалних центара.
- Центар развијеног сеоског туризма

## Интернет презентација
Туристичка организација врши представљање на Интернету, целокупне туристичке понуде, културе, природе, спортских потенцијала, као и опште информације од значаја за посетиоце који долазе у општину Пожега, на друштвеним мрежама facebook, Youtube канал и Тwitter.

## Промоција руралног туризма
Промоција руралног туризма са акцентом на породична газдинства има за циљ да се привуче што већи број туриста и створе додатни приходи. Овај производ базира се на принципима одрживости, туристима нуди елементе сеоске средине, природу, те презентује традиционалну гостопримство и животне вредности локалног становништва. Своју законску обавезу посредовања у пружању услуга у сеоском туризму ТОП спроводи потписивањем уговора са категорисаним домаћинствима, и промоцијом сеоског туризма у општини. Домаћинстава у селима Тометино Поље, Јежевица, Годовик, Расна и Роге су носиоци сеоског туризма у општини. Претходних година у бављење сеоским туризмом укључила су се још нека домаћинства у другим селима која поседују све потребне предуслове да се баве сеоским туризмом.
Ресурси са којима располаже сеоско подручје, сеоски туризам избацују као приоритетни задатак у развоју туризма општине Пожега. Сеоски туризам је економски исплатива категорија: запошљавају се људи свих старосних доба, а зарада се стиче и продајом сопствених производа – сира, кајмака, воћа, занатских производа...

## Манифестације
- Градске манифестације
- Гастрономске манифестације
- Сарадња са културно- спортским центром
- Моравска регата
- Квалификационо предтакмичење младих трубачких оркестара за сабор у Гучи
- Међународни дечији фестивал фолклора- Лицидерско срце
- Ликовна колонија у Прилипцу
- Чикер Маратон
- Жестивал у Ужицу
- „Едукативна радионица и спортске активности у природи за основношколце“